# Sparkling Girls
Sparkling Girls，簡稱SKG，是一隊香港女子跳唱組合，於2012年11月正式出道，為亞洲星光影視旗下藝人。組合成立初期的成員包括吳宥萱（Sena）、莊茜佳（Tasha）和林宜鎂（Meow），後來林宜鎂（Meow）因為跳舞引致嚴重受傷而暫時退出，並由新成員高韻（N'IE）加入取代。

## 成員
| 本名   | 藝名  | 英文名 | 国籍/籍貫 | 出生日期 | 星座   | 身高  | 語言                   | 學歷                                     | 狀況     | 備註                 |
| ------ | ----- | ------ | --------- | -------- | ------ | ----- | ---------------------- | ---------------------------------------- | -------- | -------------------- |
| 吳宥萱 | Sena  | Sena   | 中国贵州  | 3月20日  | 雙魚座 | 168cm | 粵語、國語、英語       | 香港浸會大學電影專業碩士                 | 現任成員 | 舊名“吳洺錡”、“吳倩” |
| 莊茜佳 | Tasha | Tasha  | 香港      | 10月25日 | 天蝎座 | 170cm | 粵語、國語、英語、日語 | 香港城市大學語言學學士、香港大學法律課程 | 現任成員 | 舊名“莊倩兒”         |
| 高韻   | N'IE  | Annie  | 中國广东  | 3月1日   | 雙魚座 | 166cm | 粵語、國語、英語       | 華南農業大學植物學碩士                   | 現任成員 | 替代成員             |
| 林宜鎂 | Meow  | Meow   | 香港      | 5月7日   | 金牛座 | 166cm | 粵語、國語、英語       | 聖安當女書院                             | 暫退成員 | 前藝名為“小鎂”       |

## 出道單曲

### 2012年
- “No No No No Yes”（官方版MV（页面存档备份，存于）[7]）
  - 作曲、編曲、監製：梁翹柏
  - 作詞：李焯雄
  - MV導演：陳映之+MAN[8]
  - 參與成員：Sena、Tasha、Meow

## 專輯
| 專輯 # | 專輯名稱                            | 專輯類型 | 發行商       | 發行日期       | 曲目                                                                     |
| ------ | ----------------------------------- | -------- | ------------ | -------------- | ------------------------------------------------------------------------ |
| 1st    | 被陽光親吻的禮物 Sunshine Kiss Gift | EP       | 亞洲星光影視 | 2013年12月19日 | 曲目 1. 要你表白（國） 2. 別像個男孩（國） 3. 單身女皇（要你表白粵語版） |

## 活動

### 2012年
- 4月27日 受邀于武漢出席《香港時尚產品博覽會》
- 5月16日 獲邀代言某意大利著名汽酒品牌
- 8月28日 應邀出席其代言的某意大利著名汽酒品牌的香港開瓶派對，正式出道，并于該品牌開瓶派對上接受華語衛視專訪
- 8月30日 應邀接受香港人網的專訪
- 10月22日 獲邀出席《2012新城慈善K唱遊》，擔任表演嘉賓
- 10月25日 成員Meow獲邀接受《Yes》專訪[9]
- 11月 4日 受邀出席“崽崽”翁航融全新專輯廣州發佈會
- 11月 9日 應邀出席《回顧007之夜》，某意大利著名汽酒品牌派對
- 11月15日 獲邀出席香港美容展，擔任特邀嘉賓
- 11月30日 受邀出席《關愛傷殘•名茶義賣》愛心大行動；獲回聲谷傷殘福音協會頒發《愛心大使》
- 12月 3日 于黃石出席《百年枝江•東楚之夜》黃石巨星演唱會，與譚詠麟、張靚穎等同台
- 12月 4日 于武漢接受湖北音樂台《樂拍樂時尚》、湖北交通音樂台《音樂會說話》的專訪
- 12月 5日 出席《Yes校園行》活動，應邀擔任表演嘉賓
- 12月21日 獲邀與楊怡小姐一起出席《茶犬聖誕遊樂園》活動
- 12月31日 應邀于廣州參加跨年活動，任表演嘉賓

### 2013年
- 1月 1日 應邀出席《深水埗青年節》活動
- 1月 2日 广州某大型企业15周年年会
- 1月14日 台湾某企业年会
- 1月17日 應邀參加TVB《音樂360》節目的錄製
- 2月21日 組合再登《Yes》雜誌
- 2月25日 接受香港商業電台著名DJ昆頓《聽不停》節目專訪；做客家燕媽媽的節目——新城《開心家天下之金蛇迎春開年飯》
- 2月27日 接受TVB8《娛樂最前線》及鳳凰衛視專訪
- 3月 2日 應邀出席《蓮花慈善基金會慈善晚會 暨2013年君豪會春茗》，擔任表演嘉賓
- 3月 5日 受邀出席某電影公司開幕式
- 3月23日 出席《愛健康·愛環保——樽裝飲品包裝設計比賽頒獎典禮》，擔任頒獎及表演嘉賓
- 3月25日 接受某寵物雜誌獨家專訪
- 3月27日 接受香港電台專訪
- 3月28日 “No No No No Yes”上榜TVB8《金曲榜》，位列前十
- 4月 6日 “No No No No Yes”上榜TVB《無間音樂》
- 4月17日 接受香港商業電台3個訪問
- 4月19日 做客香港電台普通話台DJ馬小菲《非常學堂》專訪
- 4月20日 成員Sena參加翡翠台及高清翡翠台《玩野王》節目

### 2014年
- 1月18日 出席《積極人生愛滿Fun嘉年華》活動，應邀擔任表演嘉賓
- 1月25日 獲邀出席《新城Teen友伴我行閉幕加許禮》，擔任表演嘉賓
- 2月12日 出席商業電台宣傳新歌“單身女皇”，接受香港電台普通話台專訪
- 3月 4日 受邀出席《香港唱片商會 2014年春節聯歡晚會》，擔任表演嘉賓
- 4月 4日 接受聲滙網節目《聲滙音樂》專訪
- 4月13日 接受青海衛視節目《音樂風》訪問
- 4月16日 接受網易專訪
- 7月 4日 受邀出席《寶血會上智英文書院 正能量影片學校巡迴導賞》，擔任表演嘉賓

## 外部連結
- Sparkling Girls官網
- Sparkling Girls的Facebook主頁（页面存档备份，存于）
- Sparkling Girls的新浪微博
- 成員Sena的新浪微博（页面存档备份，存于）
- 成員Tasha的新浪微博（页面存档备份，存于）
- 成員N'ie的新浪微博（页面存档备份，存于）
- 成員Meow的新浪微博（页面存档备份，存于）

- 鳳凰音樂：Sparkling Girls拒赴日本宣传 新晋女团获粉丝称赞（页面存档备份，存于）
- 香港人網：唔潮唔吹第57集—Sparkling Girls
- 東方日報：Sparkling Girls韓風舞不停（页面存档备份，存于）
- Young動態：Sparkling Girls出席翁航融新專輯發佈會
- 網易新聞：Sparkling Girls广州性感跨年(图)
- 太陽報：Sparkling Girls獲校長點醒（页面存档备份，存于）
- TVB：音樂360之Sparkling Girls[永久]
- 昔日太陽：Sparkling Girls同鐘舒漫撐台環保（页面存档备份，存于）